# Tupolev Tu-80
Tupolev Tu-80 là một mẫu thử máy bay ném bom hạng nặng của Liên Xô, được phát triển từ loại máy bay ném bom Tupolev Tu-4.

## Tính năng kỹ chiến thuật
Dữ liệu lấy từ The Osprey Encyclopedia of Russian Aircraft 1975–1995 
Đặc điểm tổng quát
- Chiều dài: 34,32 m (112 ft 7¼ in)
- Sải cánh: 43,45 m (142 ft 6⅝ in)
- Chiều cao: 8,91 m (29ft 3 in)
- Diện tích cánh: 167 m² (1.798 ft²)
- Trọng lượng rỗng: 37.850 kg (83.444 lb)
- Trọng lượng có tải: 51.500 kg (113.536 lb)
- Trọng lượng cất cánh tối đa: 60.600 kg (133.598lb)
- Động cơ: 4 × Shvetsov ASh-73FN, 1.977 kW (2.650 hp)  mỗi chiếc

 Hiệu suất bay 
- Vận tốc cực đại: 545 km/h (295 kn, 339 mph)
- Tầm bay: 8.214 km (4.436 nmi, 5.104 mi[2])
- Trần bay: 11.180 m (36.680 ft[3])
- Tải trên cánh: 363 kg/m² (74,3 lb/ft²)
- Công suất/trọng lượng: 0,13 kW/kg (0,079hp/lb)

Trang bị vũ khí

- Bom: 12.000 kg (26.500 lb) bom